# Dibromfluormethan
Dibromfluormethan ist eine chemische Verbindung aus der Gruppe der Halogenkohlenwasserstoffe.

## Gewinnung und Darstellung
Dibromfluormethan kann durch Reaktion von Dibrommethan mit Antimon(III)-fluorid und Brom gewonnen werden.

## Eigenschaften
Dibromfluormethan ist eine farblose Flüssigkeit, die praktisch unlöslich in Wasser ist. Sie hat ein Ozonabbaupotential von 1,0.

## Verwendung
Dibromfluormethan kann zur Herstellung von Fluorkohlenwasserstoffen verwendet werden.